# ばいばい、アース
『ばいばい、アース』（Bye Bye, Earth）は、冲方丁による日本のファンタジー小説。角川書店から2000年に刊行された。2007年から2008年にかけて角川文庫版が刊行された。イラストは天野喜孝、文庫版はキム・ヒョンテ。
メディアミックスとして、『ヤングキングアワーズ』（少年画報社）にて2020年3月号から2022年9月号まで麻日隆の作画によるコミカライズが連載された。また、テレビアニメ第1シーズンが2024年7月から9月まで、第2シーズンが2025年4月から6月まで放送された。

## ストーリー
空には聖星（アース）が輝き、花は生き生きと動き、人々は動物の姿かたちをまとう。そんな世界にただ一人、牙も毛皮もまとわぬ無形にして異形の「のっぺらぼう」として生まれたラブラック＝ベル。彼女は自分と交わることを許してくれる世界を探すため、旅の者（ノマド）になるため、〈都市〉と〈外〉の戦いに身を投じる。

## 登場人物
声の項はテレビアニメ版の声優。
ラブラック＝ベル
声 - ファイルーズあい
本作の主人公。人間の少女＝〈のっぺらぼう〉で異形として生まれた存在。石の卵から生まれた（この石は別名賢者の石とも言われる）。大地との関わりが希薄なため、超跳躍が可能。また、怪力。常軌を逸脱している存在なため、野蛮〈ビースティ〉と言われる。
所有する剣は〈唸る剣〉ルンディング。刻まれたスペルは無何有郷を意味するEREHWON。超重量の剣。普段はくすんだ刀身だがベルの感応に反応し、白銀の刃を現す。また、折れてもまた新しい刃が生まれる、生まれ続ける剣。名前のベルとは小さき者と言う意味。
旅の呪いで斬れないものが出るようになった。
別称止揚者、神を止揚する者。
ラブラック＝シアン
声 - 諏訪部順一
月瞳族（キャッツアイズ）、教示者（エノーラ）。ベルの養父にして師匠の存在。最後の教示をしたため、ベルには彼の記憶が薄くしか残っていない。教え子には他にもアドニスやガフがいる。
所持する剣は青燐色（ラピスラズリ）の剣で、刻まれた刻印はENOLA（教示する者）。
先代の弟王（ファタール）として〈剣の国〉最強の剣士だったが、自らの意思で自由に剣を振るうことが出来ず、神の奴隷として生きることに絶望。教示者となることで軛から逃れようとするが、自らの過ちで次の弟王候補であったガフの弟を殺害してしまう。剣作家ドランブイとの出会いから神への懐疑を覚え、神の法から解放された旅の者となり、太古の秩序を滅ぼし、新たな世界を創造する「理由の少女」ベルを育てることになる。
シャンディ＝ガフ
声 - 日野聡
城に住む主族の月瞳族の者で金の体毛を持つ。黄の（アイボリー）神官団の頭。王亡き後は兄王（フォルチュネ）となる。真面目で厳格な性格。だが頑固では無い。周りの人望も厚い。
所持する剣は〈王国の剣〉。刻印はEMOCLEW（王国）。緋色の諸刃の剣だが、金色に輝く時がある。
弟がいた。
クエスティオン＝アドニス
声 - 内山昂輝
〈懐疑する者〉の刻印を持つ。月瞳族の青年。銀髪で赤いバンダナがトレードマーク。
自分の剣を持たず死人の剣を使うことから剣盗人とも呼ばれる。
真相は生まれながらにして旅の呪いを持っていて、その呪いが触ったものへの感応が大きいほどそのものを腐敗させると言うものだったので自分の剣が持てない。
通常剣士は感応をこめ刻印の力を発揮、剣を振るがアドニスはそれをせず、剣を消耗品として使う。また獣花のバンブーを使い魔としている。この獣の体内は異次元になっておりそこに住居や剣の保管場所を構えている。城の剣士だったがあることをきっかけに飢餓同盟に入り、ドランブイと出会う。そこで初めて自分の剣を入手する。
剣の名は錆びた爪（ラスティネール）。刻印はNOWHERE（無何無郷）。死してなお死に続ける剣で、刃を折っても折られた箇所が修復される。〈撓う剣〉レーピアの形だが、刀身は異様にささくれている。
ギネス
声 - 榎木淳弥
剣楽隊（バンド）の脚本者（リブレット）。弓瞳族の青年。元々才能はあるのだが、気が弱いために人の言に左右され易く、鬱屈した戦術しか取れない。ある戦で出会った〈悪〉のミストの叱咤激励、ジンバックの教えを受け、才能を開花。この戦いで失ったものは大きかったが、脚本者として鬼才の評価を得る。ジンバック亡き後、彼の指揮剣を受け継ぎ、指揮者としても卓越した才能を発揮。同時に、民が神に束縛されない生き方を模索し始める。
ベネティクティン
声 - 小清水亜美
剣楽隊（バンド）の演出者（エディター）。雌雄同体の水族（マーメイド）。氷の結界術を自在に操り、弓の名手でもある。ベルとは相容れないように思われたが、ある戦での出来事がその距離を急激に縮めた。また、その時の戦果により演出者（エディター）としての評価も高まった。
キティ＝ザ・オール
声 - 花江夏樹
旅の長耳族。外見は10代前半の少年だが、老成した雰囲気と成熟した言葉を使う。
〈硬貨の国〉の流浪王子。シアンの弟子でもある。圧倒的な演算魔法と式を使い、ベルの窮地を救い、時に彼女に助言を与え、導く。
キティ＝ザ・ナッシング
シェリー
声 - 早見沙織
城の筆頭歌士。
キール＝ロワール
ティツィアーノ
声 - アナンド雪
水族（マーメイド）の雌性。ガフやアドニスらと同じ4剣士の一人。ある事件以来、行方不明となっている。剣にはLEGNA（使わす者）という刻印が刻まれている。
ミスト
声 - 東内マリ子
クラウド
声 - バトリ勝悟
ドランブイ
声 - 沢城みゆき
剣作家。飢餓同盟の一員であり、シアン・ベル・アドニスの剣を鍛えた。
ローハイド王
声 - 津田健次郎（正義）、佐藤せつじ（悪）

## 用語
刻印（スペル）
剣にそれぞれ刻まれており、刻まれたスペルによって剣は特殊な効果を発揮する。
花
魚や鳥、虫のかたちをしており、普通の花と同じく種（いわゆる卵）で増える。根を下ろしてそこに定着することも可能。
都市〈パーク〉
法（テーマ）の下に統べられた〈テーマ・パーク〉が複数存在している。
〈剣の国〉シュベルトランドの文字通り都市。上から見るとヘキサクルの形をしている。中心には神の樹を祀り王の住まう城がある。
また、都市の民は〈内〉や〈正義〉と表示され、トップドッグと言われる。
都市の外
一般的に〈城外民〉と呼ばれる者が住み〈外〉や〈悪〉と記されアンダードッグと言われる。文字通り〈正義〉と対立し、戦っている。
カタコーム
〈外〉にある、死者を葬る地下洞窟。迷路のように複雑だが、ここの司祭のコリンズ一族は道の繋がりが分かる。
〈外〉にあるがあくまで中立的な聖地で、私利私欲で利用しようものなら〈悪〉であっても撃退され、逆に死者を弔うべく来た者なら〈正義〉でも丁重にもてなされる。
魔
ニドホックと呼ばれ、神に仇なす者を指し、彼らは神言にて剣士達に撃退される。

## 既刊一覧

### 小説
- 冲方丁（著）・天野喜孝（イラスト） 『ばいばい、アース』 角川書店、全2巻
  1. 「上」2000年12月25日発売[6]、ISBN 4-04-873245-5
  2. 「下」2000年12月25日発売[7]、ISBN 4-04-873246-3
- 冲方丁（著）・キム・ヒョンテ（イラスト） 『ばいばい、アース』 角川書店〈角川文庫〉、全4巻
  1. 「理由の少女」2007年9月25日初版発行（9月22日発売[8]）、ISBN 978-4-04-472903-5
  2. 「懐疑者と鍵」2007年10月25日初版発行（同日発売[9]）、ISBN 978-4-04-472904-2
  3. 「爪先立ちて望みしは」2007年11月22日初版発行（同日発売[10]）、ISBN 978-4-04-472906-6
  4. IV 今ここに在る者、2008年2月25日初版発行（2月23日発売[11]）、ISBN 978-4-04-472907-3

### 漫画
- 冲方丁（原作）・麻日隆（漫画） 『ばいばい、アース』 少年画報社〈ヤングキングコミックス〉、全4巻
  1. 2021年1月16日発売[12][13]、ISBN 978-4-7859-6842-7
  2. 2021年1月16日発売[12][14]、ISBN 978-4-7859-6843-4
  3. 2021年9月30日発売[15]、ISBN 978-4-7859-7002-4
  4. 2022年9月30日発売[16]、ISBN 978-4-7859-7241-7

## テレビアニメ
WOWOW、ソニー・ピクチャーズ エンタテインメント、Crunchyrollによる3社共同オリジナルアニメ製作プロジェクト第1弾として、第1シーズンが2024年7月から9月までWOWOWほかにて放送された。第2シーズンが2025年4月から6月まで放送された。

### スタッフ
- 原作 - 冲方丁[1]
- 監督 - 西片康人[1]
- 助監督 - 横手颯太[1]（ - 第10話）、新渡つもり（第11話 - ）
- 副監督 - 川久保圭史(11話～)
- シリーズ構成 - 吉野弘幸[1]
- キャラクターデザイン - 日野優希[1]
- モンスターデザイン - ツブキケン[1]、原由知[1]
- プロップデザイン - 丹羽彩乃、原由知、ツブキケン、山下芳紀理、箱田ななみ
- 美術設定 - 成田偉保、泉寛、中島美佳
- 美術監督 - 岡本穂高[1]
- 色彩設計 - 篠原愛子[1]
- 撮影監督 - 室塚勇伎[1]
- CGディレクター - 本田真
- 編集 - 山田聖実[1]
- 音響監督 - 久保宗一郎[1]
- 音楽 - Kevin Penkin[1]
- 音楽プロデューサー - 飯島弘光
- 音楽制作 - IRMA LA DOUCE
- プロデューサー - 片桐大輔、伏見怜子、髙橋佳那子
- アニメーションプロデューサー - 山本航
- アニメーション制作 - ライデンフィルム[1]
- 製作 - WOWOW、ソニー・ピクチャーズ エンタテインメント、クランチロール

### 主題歌
「FACELESS」
ASCAによる第1シーズンオープニングテーマ。作詞はASCA、作曲・編曲は津波幸平。
「I LUV U 2」
LMYKによる第1シーズンエンディングテーマ。作詞はLMYK、作曲はLMYK, Toru Horikoshi、編曲はJimmy Jam and Terry Lewis, Toru Horikoshi。
「Aufheben」
Who-ya Extendedによる第2シーズンオープニングテーマ。作詞・作曲・編曲はWho-ya Extended。
「MOONWORK」
ASCAによる第2シーズンエンディングテーマ。作詞はASCA、作曲・編曲はSaku。
「Water Run」
Kevin Penkinによる挿入曲。
「Blutschwur des Helden」
ラヌによる挿入曲。作詞・作曲はKevin Penkin。

### 各話リスト
| 話数        | サブタイトル             | 脚本        | 絵コンテ            | 演出                                  | 作画監督 | 総作画監督                 | 初放送日       |             |             |             |             |             |             |             |             |             |             |             |             |             |             |             |             |             |
| 第1シーズン | 第1シーズン              | 第1シーズン | 第1シーズン         | 第1シーズン                           | 第1シーズン | 第1シーズン                | 第1シーズン    | 第1シーズン | 第1シーズン | 第1シーズン | 第1シーズン | 第1シーズン | 第1シーズン | 第1シーズン | 第1シーズン | 第1シーズン | 第1シーズン | 第1シーズン | 第1シーズン | 第1シーズン | 第1シーズン | 第1シーズン | 第1シーズン | 第1シーズン |
| ----------- | ------------------------ | ----------- | ------------------- | ------------------------------------- | --- | -------------------------- | -------------- | ----------- | ----------- | ----------- | ----------- | ----------- | ----------- | ----------- | ----------- | ----------- | ----------- | ----------- | ----------- | ----------- | ----------- | ----------- | ----------- | ----------- |
| 第一楽章    | 出立。赤い時刻にて       | 吉野弘幸    | 斗万旦一            | 齋賀春伽                              | 高田奈央子 國光奈々 田澤潮 紅谷希 安藤暢啓 前原薫 繁田亨 柑原豆真 なまためやすひろ | 日野優希                   | 2024年 7月12日 |             |             |             |             |             |             |             |             |             |             |             |             |             |             |             |             |             |
| 第二楽章    | 由縁。聖星照の下         | 吉野弘幸    | 横手颯太            | 森田多朗                              | 小澤円 斎藤梢 松本緑 内野明雄 森田実 若山政志 | 小澤円 日野優希            | 7月19日        |             |             |             |             |             |             |             |             |             |             |             |             |             |             |             |             |             |
| 第三楽章    | 決別。大地を奏でる者たち | 吉野弘幸    | オダマアキラ        | オダマアキラ                          | 伊藤麻耶 中村岳志 前原薫 下八枚登 柑原豆真 佐野陽子 若山政志 日野優希 小澤円 | 日野優希                   | 7月26日        |             |             |             |             |             |             |             |             |             |             |             |             |             |             |             |             |             |
| 第四楽章    | 刻印。証、未だ遠く       | 大野木寛    | 横手颯太            | 安西俊之                              | 安西俊之 角田茉央 松原一之 若山政志 安藤暢啓 内野明雄 | 安藤暢啓 日野優希          | 8月2日         |             |             |             |             |             |             |             |             |             |             |             |             |             |             |             |             |             |
| 第五楽章    | 演技。剣と天秤、正義と悪 | 堺三保      | 鈴木正男            | 川久保圭史 森田多朗                   | 小梶慎也 小澤円 吉岡勝 若山政志 江藤大気 森悦史 山口光紀 木下裕孝 森田実 | 小澤円 柑原豆真 日野優希   | 8月9日         |             |             |             |             |             |             |             |             |             |             |             |             |             |             |             |             |             |
| 第六楽章    | 協奏。死の咲き誇る地で   | 堺三保      | 吉岡忍              | 吉田俊司 久原謙一                     | 前原薫 森田実 内野明雄 渡辺浩二 柑原豆真 奥野倫史 安藤暢啓 下八枚登 松原一之 | 日野優希                   | 8月16日        |             |             |             |             |             |             |             |             |             |             |             |             |             |             |             |             |             |
| 第七楽章    | 試者。呪いと祝福のかたち | 大野木寛    | 迫田羽也人          | 吉村朝陽                              | 露木愛里 緒方好 阿部弘樹 若山政志 山口保則 神垣弥生 後藤孝宏 橋本淳稔 新田拓実 清島ゆう子 森田実 | 柑原豆真 日野優希          | 8月23日        |             |             |             |             |             |             |             |             |             |             |             |             |             |             |             |             |             |
| 第八楽章    | 舞踏。魔の華に揺らめいて | 大野木寛    | 斗万旦一 高田美里   | 森田多朗                              | 小梶慎也 高田浩美 中村岳志 小田原宏太 伊藤麻耶 木下裕孝 大原大 松本緑 片田敬信 柑原豆真 上野卓志 安西俊之 黒鳥剣 mika 長谷川一生 大貫希 池田志乃 吉田伊久雄                                                                          | 日野優希                   | 8月30日        |             |             |             |             |             |             |             |             |             |             |             |             |             |             |             |             |             |
| 第九楽章    | 沈黙。奏でぬ鍵           | 堺三保      | 鈴木正男            | 木村佳嗣 有冨興二 半田大貴 川久保圭史 | 前原薫 森悦史 橋本淳稔 小澤円 阿部弘樹 吉岡勝 山口光紀 松本緑 木下裕孝 柑原豆真 | 日野優希                   | 9月6日         |             |             |             |             |             |             |             |             |             |             |             |             |             |             |             |             |             |
| 第十楽章    | 螺旋。唸る剣、錆びた爪   | 吉野弘幸    | 池田ユウキ          | 半田大貴                              | 若山政志 松原一之 森田実 小澤円 森悦史 ビート mika 奥野倫史 小林ゆかり 内野明雄 渡辺浩二 緒方厚 吉岡勝 | 日野優希                   | 9月13日        |             |             |             |             |             |             |             |             |             |             |             |             |             |             |             |             |             |
| 第2シーズン |                          |             |                     |                                       | |                            |                |             |             |             |             |             |             |             |             |             |             |             |             |             |             |             |             |             |
| 第十一楽章  | 郷愁。いま残響に芽吹く   | 大野木寛    | 長田伸二 山本秀世   | 久原謙一 川久保圭史                   | 山口光紀 松原一之 緒方厚 吉岡勝 内野明雄 前原薫 木下裕孝 川岸隆太 | 日野優希                   | 2025年 4月4日  |             |             |             |             |             |             |             |             |             |             |             |             |             |             |             |             |             |
| 第十二楽章  | 嘆願。死を託す楽園       | 堺三保      | 島村大輔            | 水本葉月 半田大貴 神崎ユウジ          | 小澤円 三橋妙子 吉田伊久雄 梅田香 HAN SO YI KIM HONG IK KIM DA BIN PARK MI HYUN | 日野優希                   | 4月11日        |             |             |             |             |             |             |             |             |             |             |             |             |             |             |             |             |             |
| 第十三楽章  | 対峙。爪先立ちて望みしは | 吉野弘幸    | 駒田由貴            | 新渡つもり                            | 内野明雄 松原一之 緒方厚 吉岡勝 山口光紀 前原薫 木下裕孝 片田敬信 清水零 齊藤格 佐野陽子 徳田夢之介 mika 若山政志 | 大原大 吉田伊久雄 しろくま | 4月18日        |             |             |             |             |             |             |             |             |             |             |             |             |             |             |             |             |             |
| 第十四楽章  | 懐疑。ことわり思うが故に | 大野木寛    | オダマアキラ        | オダマアキラ                          | 太田宣貴 三橋妙子 橋本純一 川岸隆太 森田実 明光 慧敏 龍光 WONWOO | 有我洋美                   | 4月25日        |             |             |             |             |             |             |             |             |             |             |             |             |             |             |             |             |             |
| 第十五楽章  | 止揚。蕾捨て花開くとき   | 吉野弘幸    | 半田大貴            | 江上雅之                              | 菊地功一 Revival 無錫旭陽動画制作有限公司 ONEORDER 无锡木木欣动画有限公司 01 ゼロワン RadPlus 無錫亮度塗鴉文化傳媒有限公司 | 奥野倫史                   | 5月2日         |             |             |             |             |             |             |             |             |             |             |             |             |             |             |             |             |             |
| 第十六楽章  | 背理。剣の声音に問う     | 堺三保      | 中原れい            | 中原れい                              | 渡邊和夫 前原薫 松原一之 森悦史 山口光紀 冨永拓生 鈴木良子 藤田正幸 古谷梨絵 三橋妙子 岡崎洋美 片田敬信 森田実 松本緑 瀬尾康博 朴商鎬 日野優希 中原れい 武嘉伦 WONWOO LIKAI STUDIO                                                   | -                          | 5月9日         |             |             |             |             |             |             |             |             |             |             |             |             |             |             |             |             |             |
| 第十七楽章  | 協奏。NOWHERE            | 大野木寛    | 島村大輔            | 寺澤仲介                              | 小梶慎也 長谷川亮太 内野明雄 梅田香 大原大 小川みずえ 柑原豆真 木下裕孝 黒鳥剣 小菅和久 清水零 鈴木彩子 鈴木良子 外山陽介 中井恵巳 なまためやすひろ 吉岡勝 朴商鎬 三橋妙子 森田実 日野優希 LIKAI STUDIO 明光 慧敏 龍光 武嘉伦 肖俊光 | 吉田伊久雄                 | 5月16日        |             |             |             |             |             |             |             |             |             |             |             |             |             |             |             |             |             |
| 第十八楽章  | 聖歌。EREHWON            | 大野木寛    | 山本秀世            | 新渡つもり                            | 早乙女啓 外山陽介 渡邊義弘 朴商鎬 工藤利春 山口光紀 冨永拓生 前原薫 長谷川一生 松原一之 森悦史 肖俊光 和田賢人 LIKAI STUDIO | 吉田伊久雄                 | 5月23日        |             |             |             |             |             |             |             |             |             |             |             |             |             |             |             |             |             |
| 第十九楽章  | 理由。MOONWORK           | 吉野弘幸    | 山本秀世 ツブキケン | 久原謙一                              | 三橋妙子 柳田幸平 森田実 齊藤格 工藤利春 梅田香 日野優希 LEE GYEONG SOON SO GYEONG SOOK 明光 慧敏 龍光 | 日野優希                   | 5月30日        |             |             |             |             |             |             |             |             |             |             |             |             |             |             |             |             |             |
| 第二十楽章  | 旅人。ただ今ここに在りし | 吉野弘幸    | オダマアキラ        | 有冨興二 半田大貴 まのき              | 大原大 柑原豆真 長谷川一生 三橋妙子 | 吉田伊久雄                 | 6月6日         |             |             |             |             |             |             |             |             |             |             |             |             |             |             |             |             |             |

### 放送局
| 放送期間                | 放送時間                     | 放送局        | 対象地域 | 備考                                            |
| ----------------------- | ---------------------------- | ------------- | -------- | ----------------------------------------------- |
| 2024年7月12日 - 9月13日 | 金曜 23:30 - 土曜 0:00       | WOWOWプライム | 日本全域 | BS/CS放送                                       |
| 2024年7月14日 - 9月15日 | 日曜 0:30 - 1:00（土曜深夜） | BS日テレ      | 日本全域 | BS/BS4K放送 / 字幕放送 / 『アニメにむちゅ〜』枠 |

| 配信開始日                                                                 | 配信時間        | 配信サイト                                                                    |
| -------------------------------------------------------------------------- | --------------- | ----------------------------------------------------------------------------- |
| 2024年7月12日                                                              | 金曜 23:30 更新 | WOWOWオンデマンド dアニメストア                                               |
| 2024年7月15日                                                              | 月曜 23:30 更新 | ABEMA バンダイチャンネル U-NEXT アニメ放題 FOD DMM TV Hulu Lemino Prime Video |
| 最終話放送後にビデオマーケット、music.jp、カンテレドーガにて一挙配信予定。 |                 |                                                                               |

| 放送期間              | 放送時間                     | 放送局        | 対象地域 | 備考                                 |
| --------------------- | ---------------------------- | ------------- | -------- | ------------------------------------ |
| 2025年4月4日 - 6月6日 | 金曜 23:30 - 土曜 0:00       | WOWOWプライム | 日本全域 | BS/CS放送                            |
| 2025年4月6日 - 6月8日 | 日曜 0:30 - 0:56（土曜深夜） | BS日テレ      | 日本全域 | BS/BS4K放送 / 『アニメにむちゅ〜』枠 |

| 配信開始日                                                                 | 配信時間        | 配信サイト                                                                    |
| -------------------------------------------------------------------------- | --------------- | ----------------------------------------------------------------------------- |
| 2025年4月4日                                                               | 金曜 23:30 更新 | WOWOWオンデマンド dアニメストア                                               |
| 2025年4月7日                                                               | 月曜 23:30 更新 | ABEMA バンダイチャンネル U-NEXT アニメ放題 FOD DMM TV Hulu Lemino Prime Video |
| 最終話放送後にビデオマーケット、music.jp、カンテレドーガにて一挙配信予定。 |                 |                                                                               |

### BD
| 巻 | 発売日        | 収録話              | 規格品番  |
| -- | ------------- | ------------------- | --------- |
| 1  | 2024年11月8日 | 第一楽章 - 第五楽章 | SPXA-1011 |
| 2  | 2024年12月4日 | 第六楽章 - 第十楽章 | SPXA-1012 |

| 巻 | 発売日       | 収録話                | 規格品番  |
| -- | ------------ | --------------------- | --------- |
| 3  | 2025年8月6日 | 第十一楽章 - 最終楽章 | SPXA-1013 |

### オリジナルサウンドトラック
- Vol.1 2024年8月23日配信開始[28]
- Vol.2 2024年9月13日配信開始[29]